# Ксав'є де Шераде де Монброн
Ксав'є де Шераде де Монброн (18 серпня 1916 , château de Forsacd  — 21 квітня 1955 , Мон-де-Марсан ) — французький пілот, учасник французького Руху Опору.

## Біографія
У березні 1939 року приєднався до Повітряних сил Франції як курсант, отримавши посвідчення пілота в листопаді того ж року. Був призначений на авіабазу 217, розташовану в Бретіньї-сюр-Орж, щоб завершити навчання незадовго до перемир'я 22 червня 1940 року. Незважаючи на заходи, прийняті його країною, він вирушив зі своїм підрозділом до Піренеїв і прибув до Сен-Жан-де-Люз, де сів на корабель «Arandora Star», що прямував до Ліверпуля. Прибувши до Англії і відповівши на заклик генерала Шарля де Голля, приєднався до французьких солдатів опору 29 червня 1940 року. Його навчали Британські королівські військово-повітряні сили разом з іншими французькими пілотами, і у вересні 1940 року був призначений до 64-ї ескадрильї. Наступного місяця він приєднався до 92-ї ескадрильї та брав участь у Битві за Британію. Сприяв знищенню Messerschmitt Bf 109 1 листопада та Junkers Ju 88 9 листопада. 3 липня 1941, після того, як його літак був збитий німецькими військами під час польоту над Сен-Омер, де Монброн був взятий у полон і доставлений до табору для в'язнів. Під кінець війни, у травні 1945 року, льотчик був звільнений. Після цього він продовжив службу в ВПС у званні капітана. Він служив у бойовій школі Мекнес у Французькому протектораті Марокко і повернувся до Франції в 1949 році, отримавши призначення на Авіабазу Діжон 102. У 1952 році отримав звання майора. Помер 21 квітня 1955 року в Мон-де-Марсан, працюючи в Центрі військових повітряних експериментів (Centre d'expertise aérienne militaire; CEAM), його літак розбився під час тренувального польоту. Похований у Бене.

## Нагороди

### Нагороди Франції
- Кавалер ордена Почесного легіону
- Орден Визволення
- Воєнний хрест
- Аеронавігаційна медаль[fr]
- Медаль Війни 1939-1945[fr]

### Нагороди Великої Британії
- Зірка 1939—1945 (Битва за Британію)
- Зірка авіаційних екіпажів Європи[en]
- Медаль війни 1939—1945